# Roy Thomas Baker
Roy Thomas Baker (Londra, 10 novembre 1946 – Lake Havasu City, 12 aprile 2025) è stato un produttore discografico britannico.

## Biografia
Fu produttore di un gran numero di dischi, anche di grande successo, dagli anni settanta a oggi. Nel 1973 produsse l'omonimo primo album dei Queen ovvero Queen seguito poi da Queen II (1974), Sheer Heart Attack (1974), A Night at the Opera (1975), e Jazz (1978).
Produsse poi album per altri gruppi come  Mötley Crüe, Guns N' Roses, Faster Pussycat, The Who, The Rolling Stones, David Bowie, Joe Lynn Turner, The Cars, Foreigner, Journey, Ozzy Osbourne, T. Rex, Devo, The Stranglers, Dusty Springfield, Starcastle, Yes, Cheap Trick e Gasolin'.
Tra gli album prodotti negli ultimi anni, si segnalano Songs to Kill Yourself With dei Maximilian is King nel 2012 e Heaven & Earth degli Yes nel 2014.

## Dischi prodotti (lista parziale)
- Gasolin': Gasolin' 3 (1973)
- Queen: Queen (1973)
- Queen: Queen II (1974)
- Queen: Sheer Heart Attack (1974)
- Queen: A Night at the Opera (1975)
- Ian Hunter: All American Alien Boy (1976)
- Dusty Springfield: It Begins Again (1978)
- The Cars: The Cars (1978)
- Queen: Jazz (1978)
- The Cars: Candy-O (1979)
- The Cars: Panorama (1980)
- The Cars: Shake It Up (1981)
- Mötley Crüe: Too Fast for Love (1982) (Remaster)
- Devo: Oh, No! It's Devo! (1982)
- Cheap Trick: One on One (1982)
- Dokken: Tooth and Nail (1984)
- T'Pau: Bridge of Spies (1985)
- Joe Lynn Turner: Rescue You (1986)
- Dangerous Toys: Dangerous Toys (1989)
- The Stranglers: 10 (1989)
- Shy: Misspent Youth (1990)
- The Darkness: One Way Ticket to Hell...And Back (2005)
- The Smashing Pumpkins: Zeitgeist (2007)
- The Storm: When the Storm Meets the Ground (2008)
- The Smashing Pumpkins: American Gothic (2008)